# Pedro Mario Ossandón Buljevic
Pedro Mario Ossandón Buljevic (Santiago do Chile, 16 de outubro de 1957) é prelado católico chileno. Atualmente é bispo do Ordinariato Militar do Chile.

## Biografia
Nasceu na capital chilena e fez o curso secundário no Pontifício Colégio Seminário Menor de Santiago e graduou-se em filosofia e teologia na Pontifícia Universidade Católica do Chile.
Em 20 de dezembro de 1986, foi ordenado presbítero e incardinado à Arquidiocese Metropolitana de Santiago, onde exerceu o ministério de vigário paroquial e de pároco em várias paróquias até 2006. De 2001 a 2006, também ocupou diversos cargos na Conferência Episcopal Chilena: secretário assistente, diretor da Comissão Nacional do Clero e membro da Comissão Pastoral para Evangelização. De 2006 a 2008, foi vigário episcopal para a zona norte da Arquidiocese de Santiago e professor no Instituto Teológico Pastoral para a América Latina (ITEPAL), sito em Bogotá, Colômbia.
Em 4 de novembro de 2008, foi nomeado bispo titular de La Imperial e auxiliar da Arquidiocese de Concepción. Sua consagração aconteceu em 12 de dezembro seguinte, na Catedral de Concepción, pelas mãos do cardeal-arcebispo Dom Ricardo Ezzati Andrello, SDB. Foram co-consagrantes Dom Francisco Javier Errázuriz Ossa, ISch, e Dom Cristián Contreras Villarroel, titular e auxiliar da Arquidiocese de Santiago.
Dom Ricardo foi designado para suceder Dom Francisco, que renunciara ao múnus arquiepiscopal por atingir o limite etário canônico, como ordinário da Arquidiocese de Santiago, em dezembro de 2010. Dom Pedro, por sua vez, foi designado como administrador apostólico da vacante Arquidiocese de Concepción, e a governou provisoriamente entre janeiro e abril de 2011, quando deu posse ao novo arcebispo, Dom Fernando Natalio Chomalí Garib, vindo da Arquidiocese de Santiago, da qual era bispo-auxiliar. Em 10 de julho de 2012, Dom Pedro foi transferido para ocupar a vaga deixada por Dom Fernando em Santiago.
Em 11 de junho de 2018, assumiu como administrador apostólico o governo da Diocese de Valparaíso, vacante com a renúncia do ordinário Dom Gonzalo Duarte García de Cortázar, SSCC, por atingir o limite etário canônico, e permaneceu nesta função até 15 de julho de 2021, empossando o novo bispo Dom Jorge Patricio Vega Velasco, SVD.
Em 28 de outubro de 2021, o Papa Francisco designou-o para o Ordinariato Militar do Chile, em substituição a Dom Santiago Jaime Silva Retamales, que fora transferido para a Diocese de Valdivia havia quase um ano. Sua posse se deu em 24 de novembro seguinte, na Catedral Castrense de Nossa Senhora do Carmo, em Santiago. Até então, o ordinariato vinha sendo administrado pelo Pe. Claudio Verdugo Cavieres, que, junto ao novo ordinário, foi nomeado vigário-geral do Ordinariato.